# Bitem
Bitem.jp（バイテム）とは完全登録会員制で運営されるデジタルアイテム専門の個人間取引サイト。主にオンラインゲームの通貨やアイテムなどのゲーム関連商品を扱っている。

## 名前の由来
バイテムという名前はBit（ビット）+ Item（アイテム）を融合した造語。全てのデジタルアイテムがBitに構成されているため、そういったデジタルアイテムを取引するサイトという意味でバイテムと名づけられた。

## Bitem.jpの特長
バイテムの特徴はオンラインゲームアイテムの取引だけではなく、様々なデジタルアイテムの取引に幅広く対応できるよう設計されている点。
1. ポイント制度：サイト内ではポイント（1ポイント＝1円）で全ての取引を行う。
2. エスクローサービス：購入者側が支払ったポイントをBitem.jpが一時保管し、商品の受け渡し後、両者からの確認の上、販売者に渡す方法で取引の安全性を守る制度。